# Reflejo de Hering-Breuer
El reflejo de Hering y Breuer  es la respuesta de los receptores de estiramiento de lenta adaptación, a los cambios en el volumen pulmonar. Cuando se activa este reflejo por inflación pulmonar sostenida, se produce una inhibición en el comienzo de la siguiente respiración. Se descubrió en 1868 por Ewald Hering y Josef Breuer.
Se ha considerado que el reflejo de Hering-Breuer no es importante en los adultos durante la respiración normal, pero podría tener un papel cuando se alcanza cierto umbral de volumen pulmonar.

## Método
Hicieron estudios con 11 adultos con función pulmonar normal, 8 pacientes con EPOC y 3 con fibrosis intersticial. Todos los sujetos estaban ligeramente sedados con Fentanyl y estaban recibiendo ventilación mecánica con un Servo- 900. A través de un neumotacógrafo, se realizó medición de capacidad residual funcional, tiempo espiratorio máximo (Temáx) y tiempo espiratorio promedio (Temed). Tras varias respiraciones para establecer la línea de base, se ocluyó la vía aérea al final de la inspiración. La oclusión se mantuvo hasta que se presentaba una presión negativa de la vía aérea (TeOcl). Se consideró como reflejo positivo cuando el tiempo de oclusión era mayor que el tiempo espiratorio máximo.
Se realizaron también mediciones con PEEP de 5, 10, 15 y 20 cmH2O y con volúmenes progresivos. Para valorar la sensibilidad del reflejo de Hering- Breuer, en los 3 grupos, se realizó una relación de TeOcl/ Temáx. La relación de TeOcl/ Temáx se incrementó de 167.5± 82.5 en capacidad funcional residual normal a 474± 200.2 con PEEP de 20cmH2O. En los pacientes con EPOC el incremento fue de 125.3± 34 a 193.7± 74.2 (p< 0.05).

## Conclusiones
Se observó la presencia del reflejo de Hering-Breuer en todos los sujetos del estudio, observándose además que los pacientes con EPOC son menos sensibles a los cambios de volumen al compararse con sujetos normales y pacientes con fibrosis.
- Datos: Q1609987